# Ливенцев, Валентин Борисович
Валенти́н Бори́сович Ливе́нцев (25 марта 1914, Горловка, Екатеринославская губерния — 14 сентября 1989, Северодвинск, Архангельская область) — советский футболист, нападающий.

## Карьера
Воспитанник горловского футбола. Играть начал под руководством своего отца Бориса, который выступал за горловскую команду. Начал с дворового футбола, а затем выступал за юношескую команду Машзавода. Позже оказался в команде «Динамо» (Горловка). В 1933 году входил в состав сборной Сталинской области.
В следующем году стал выступать за харьковскую команду, которая позже получила название «Спартак». Уже в 1935 году он вместе со старшим братом Леонидом, который также играл за «Спартак», выступает за сборную Харькова.
С октября 1936 года выступает за московский «Спартак», которому помогает стать чемпионом осеннего первенства страны. Начало сезона 1937 сложился для Валентина неудачно. В одном из матчей с московским «Локомотивом», полузащитник железнодорожников Алексей Столяров нанёс ему травму. Пока он лечился, его левый край прочно занял Николай Жигалин.

ФК «Трактор» Сталинград. 1938 год. Валентин Ливенцев второй слева

Валентин, не видя перспектив в московском «Спартаке», отправляет телеграмму в Сталинград, с просьбой взять его в команду «Трактор», где было много воспитанников горловского футбола. Так он попадает в «Трактор», где в сезоне 1937 его используют на правом крыле атаки, так как левым крайним играл Борис Терентьев. Валентин становится основным игроком «Трактора», за который выступает на правом краю атаки до начала войны.
После начала войны вернулся в Горловку. В июле 1942 года получил приказ от оккупационной администрации создать футбольную команду. В её состав также вошли Борис Терентьев, Иван Тяжлов и братья Усовы. Первый матч против команды немецкой военной части, горловчане проиграли. Но во втором они победили со счётом 3:1. После матча разъярённые немцы избили победителей. Один из спортсменов, Борис Терентьев, умер от побоев.
После войны выступает на позиции левого крайнего нападающего за команду «Стахановец», которая позже была переименована в «Шахтёр». В конце 1948 года в Сталино приехал представитель завода «Азовсталь» и просил найти тренера для заводской команды. Он пообещал предоставить квартиру в Жданове и Валентин Ливенцев дал согласие. В ждановском «Металлурге» был играющим тренером. В 1949 году «Металлург» выиграл первенство и кубок города, а также занял второе место в зоне на первенство Украины.
По окончании работы в «Металлурге», стал тренировать сначала юношей ДСО «Строитель», а когда осенью 1956 года ДСО «Строитель» было упразднено, начал тренировать детей. Имел первую судейскую категорию. В 1961 году входил в городской тренерский совет. В дальнейшем работал на стадионе «Локомотив».
Умер от инсульта в Северодвинске, где гостил у дочери. Похоронен в Мариуполе. С 1990 года в Мариуполе проводится детский футбольный турнир памяти Валентина Ливенцева.

## Статистика
| Команда              | Сезон    | Чемпионат | Чемпионат | Чемпионат | Кубок | Кубок | Итого | Итого |
| Команда              | Сезон    | Уров.     | Игры      | Голы      | Игры  | Голы  | Игры  | Голы  |
| -------------------- | -------- | --------- | --------- | --------- | ----- | ----- | ----- | ----- |
| Спартак (Харьков)    | 1936 (в) | III       | 5         | 1         | 2     | 0     | 7     | 1     |
| Спартак (Харьков)    | 1936 (о) | III       | 6         | 4         | 0     | 0     | 6     | 4     |
| Спартак (Харьков)    | Итого    | Итого     | 11        | 5         | 2     | 0     | 13    | 5     |
| Спартак (Москва)     | 1936 (о) | I         | 4         | 1         | 0     | 0     | 4     | 1     |
| Трактор (Сталинград) | 1937     | IV        | 10        | 4         | 0     | 0     | 10    | 4     |
| Трактор (Сталинград) | 1938     | I         | 21        | 5         | 0     | 0     | 21    | 5     |
| Трактор (Сталинград) | 1939     | I         | 19        | 7         | 1     | 2     | 20    | 9     |
| Трактор (Сталинград) | 1940     | I         | 21        | 4         | —     | —     | 21    | 4     |
| Трактор (Сталинград) | 1941     | I         | 6         | 3         | —     | —     | 6     | 3     |
| Трактор (Сталинград) | Итого    | Итого     | 77        | 23        | 1     | 2     | 78    | 25    |
| Шахтёр (Сталино)     | 1944     | —         | —         | —         | 1     | 0     | 1     | 0     |
| Шахтёр (Сталино)     | 1945     | II        | 2         | 1         | 0     | 0     | 2     | 1     |
| Шахтёр (Сталино)     | 1946     | II        | 19        | 2         | —     | —     | 19    | 2     |
| Шахтёр (Сталино)     | 1947     | II        | 9         | 2         | 5     | 0     | 14    | 2     |
| Шахтёр (Сталино)     | 1948     | II        | 14        | 5         | —     | —     | 14    | 5     |
| Шахтёр (Сталино)     | Итого    | Итого     | 44        | 10        | 6     | 0     | 50    | 10    |
| Всего                | Всего    | Всего     | 136       | 39        | 9     | 2     | 145   | 41    |

## Достижения
- Чемпион СССР: 1936 (осень).